# Area of Outstanding Natural Beauty

Karte aller Areas of Outstanding Natural Beauty in England, Wales und Nordirland (Stand 2021)

Als Area of Outstanding Natural Beauty (AONB; deutsch „Gebiet von außerordentlicher natürlicher Schönheit“) werden unter besonderem Schutz stehende ländliche Gebiete in England, Wales und Nordirland bezeichnet. Der Hauptzweck einer Klassifizierung als AONB besteht darin, die natürliche Schönheit der Landschaft zu erhalten und aufzuwerten, unter Berücksichtigung der Bedürfnisse der lokalen Bevölkerung. Um diese Ziele zu erreichen, wacht der AONB-Dachverband über die Einhaltung besonderer Planungsvorschriften und betreibt Landschaftspflege.
AONB können mit den Nationalparks in England und Wales verglichen werden. So haben sie eine gemeinsame gesetzliche Grundlage den National Parks and Access to the Countryside Act 1949 (Gesetz über Nationalparks und den Zugang zur Landschaft). Im Gegensatz zu den Nationalparks besitzen die AONB jedoch keine eigenen Aufsichtsbehörden und sind keine Rechtssubjekte, die spezielle Verordnungen zur Abwendung unerwünschter Entwicklungen erlassen können. Der Einfluss der AONB auf die lokalen Verwaltungsbehörden ist gering. Um den Einfluss zu erhöhen, erließ die Regierung den Countryside and Rights of Way Act 2000, der aber noch nicht vollständig umgesetzt wurde. Mit diesem Gesetz sollen die AONB in Planungsfragen das gleiche Mitspracherecht wie Nationalparks erhalten.
Es gibt 36 AONB in England, vier in Wales, acht in Nordirland und eines, das die englisch-walisische Grenze überschreitet. Die Ausdehnung der AONB variiert stark, das kleinste sind die Scilly-Inseln mit einer Fläche von 16 km², das größte die Cotswolds mit 2038 km². Der National Parks and Access to the Countryside Act 1949 hat in Schottland keine Rechtskraft. Dort gibt es National Scenic Areas (NSA), die eine andere Rechtsgrundlage besitzen und unter der Aufsicht der staatlichen Behörde NatureScot stehen.
AONB und NSA fallen, ebenso wie die Nationalparks, in die Kategorie V der International Union for Conservation of Nature and Natural Resources (IUCN), sie sind mit den Landschaftsschutzgebieten in Deutschland, Österreich und in der Schweiz vergleichbar.

## Liste der AONB

### England
| - Arnside and Silverdale - Blackdown Hills - Cannock Chase AONB - Chichester Harbour - Chiltern Hills - Cornwall AONB - Bodmin Moor - Cotswolds - Cranborne Chase and West Wiltshire Downs - Dedham Vale - Dorset AONB - East Devon AONB - East Hampshire AONB | - Forest of Bowland - High Weald - Howardian Hills - Isle of Wight AONB - Isles of Scilly - Kent Downs - Lincolnshire Wolds - Malvern Hills - Mendip Hills - Nidderdale - Norfolk Coast - North Devon AONB | - North Pennines - Northumberland Coast - North Wessex Downs - Quantock Hills - Shropshire Hills - Solway Coast - South Devon - South Hampshire Coast - Suffolk Coast and Heaths - Surrey Hills - South Downs - Tamar Valley - Wye Valley |

### Wales
- Anglesey
- Clwydian Range
- Moel Famau
- Gower-Halbinsel
- Lleyn-Halbinsel
- Wye Valley

### Nordirland
- Antrim Coast and Glens
- Binevenagh
- Causeway Coast
- Lecale Coast
- Mourne Mountains
- Ring of Gullion
- Sperrin Mountains
- Strangford and Lecale